# 黄石站 (成都市)
黄石站位于成都市温江区万春镇灌温路与春韵南路路口西南侧，是成都地铁19号线的一座高架车站，于2020年12月18日启用。本站因车站位于黄石社区而得名，正式命名前曾使用工程名为“国色天香站”。

## 车站结构
本站为地上二层岛式站台车站。
| 地上二层                   | 站台 | \| \| \| 19号线往金星（终点站） \| \| 島式 · 開左邊车门 · 等候室 \| \| \| \| \| \| 19号线往天府机场北[註 1]（市五医院） \| |
| 地面                       | 站厅 | 出口A – D 自助购票 客服中心 无障碍卫生间 哺乳室                                                                            |
|                            |      | 19号线往金星（终点站） |
| 島式 · 開左邊车门 · 等候室 |      | |
|                            |      | 19号线往天府机场北（市五医院）                                                                                             |

## 出入口
本车站目前开放4个出入口。
|          |                                                                  |      |  |
| 编号     | 指示                                                             | 照片 |  |
|          | 春水二支道                                                       |      |  |
| 出口 · B | 花容路                                                           |      |  |
| 出口 · C | 生态大道踏水段                                                   |      |  |
| 出口 · D | 生态大道踏水段、花韵大道、春韵南路、春水二支道、成都国色天香乐园 |      |  |

## 历史
- 2018年5月30日，车站主体结构封顶；
- 2020年12月18日，作为17号线车站启用。
- 2023年9月22日，17号线与19号线拆分，黄石站随所在区间划归19号线，车站编号由1702改为1902。